# Henri David (romancier)
Pour les articles homonymes, voir Henri David et David.
Henri David, né à Toulouse le 12 décembre 1911 et mort le 27 décembre 1991 à Cornebarrieu, est un auteur français de roman policier.

## Biographie
D'ascendance antillaise, il est le fils du docteur André David qui fut longtemps député. Il fait lui-même des études à la faculté de médecine de l'université de Toulouse. Grand sportif, il représente la France comme épéiste à des championnats internationaux d'escrime.
Il amorce sa carrière littéraire en 1944  avec la publication d'un premier roman policier écrit en collaboration avec Marcel Dutot.  Il donne ensuite trois titres policiers écrit seul, notamment Jeux de plomb, récit se déroulant dans le milieu des collectionneurs de figurines historiques, qui remporte le prix du roman d'aventures 1949.

## Œuvre

### Romans
- La victime n'y était pour rien, Paris, Buchet-Chastel, 1944 (en collaboration avec Marcel Dutot)
- Les morts s'en vont par deux, Paris, Dider, coll. Les Romans d'action, 1946
- Jeux de plomb, Paris, Librairie des Champs-Élysées, Le Masque no 367, 1949
- Avec du tapioca..., Paris, Librairie des Champs-Élysées, Le Masque no 464, 1954

## Prix et récompenses
- Prix du roman d'aventures 1949 décerné à Jeux de plomb

## Sources
- Jacques Baudou et Jean-Jacques Schleret, Le Vrai Visage du Masque, vol. 1, Paris, Futuropolis, 1984, 476 p. (OCLC 311506692), p. 150-151.